# ウジェーヌ・シャルル・カタラン
ウジェーヌ・シャルル・カタラン（Eugène Charles Catalan、1814年5月30日 – 1894年2月14日)は、フランス・ベルギーの数学者。連分数、図法幾何学、数論、組合せ数学の研究を行った。主な業績には、空間{\displaystyle \mathbb {R} ^{3}}における周期的極小曲面の発見、カタラン予想の提示、組合せ問題を解くためのカタラン数の導入がある。

## 経歴
ブルッヘ出身（現在はベルギーの一部であり、当時はオランダ王国が正式に設立されていなかったが、オランダ統治下にあった）。Joseph Catalanというフランスの宝石商の一人息子として生まれる。1825年に、パリへ行き、エコール・ポリテクニークで数学を学ぶ。ここで1833年にジョゼフ・リウヴィルと出会う。1834年12月、政治的理由により同学年のほとんどの学生とともに退学処分を受けたが、1835年1月に復学し、夏に卒業し、シャロン＝アン＝シャンパーニュで教鞭をとった。エコール・ポリテクニークに戻り、リウヴィルの助けにより、1841年に数学の学位を取得した。シャルルマーニュ大学に行き、図法幾何学を教えた。政治的にも活動し、左翼の傾向が強く、1848年革命にも参加し、フランスの代議院の議員も務めた。後の1849年にフランス警察により自宅で違法な教材が捜索されたが、何も見つからなかった。
1865年にリエージュ大学により解析学の長に指名された。1883年、ベルギー科学アカデミーで数論分野を研究した。リエージュで死去した。

## 研究
連分数、図法幾何学、数論、組合せ数学の研究を行った。1855年に発見したユニークな曲面（空間{\displaystyle \mathbb {R} ^{3}}における周期的極小曲面）に自身の名前をつけた。これより前の1844年にはカタラン予想を提示した。この予想は2002年にルーマニアの数学者プレダ・ミハイレスクにより証明された。また、カタラン数を導入し、組合せ問題を解決した。

## 主な著書
- Théorèmes et Problèmes Géométrie élémentaire, Brussels, 2nd edition 1852, 6th edition 1879
- Éléments de géométrie, 1843, 2nd printing 1847
- Traité élémentaire de géométrie descriptive, 2 volumes 1850, 1852, 3rd edition 1867/1868, 5th edition 1881
- Nouveau manuel des aspirants au baccalauréat ès sciences, 1852 (12 editions published)
- Solutions des problèmes de mathématique et de physique donnés à la Sorbonne dans les compositions du baccalauréat ès sciences, 1855/56
- Manuel des candidats à l'École Polytechnique, 2 volumes, 1857–58
- Notions d'astronomie, 1860 (6 editions published)
- Traité élémentaire des séries, 1860
- Histoire d'un concours, 1865, 2nd edition 1867
- Cours d'analyse de l'université de Liège, 1870, 2nd edition 1880
- Intégrales eulériennes ou elliptiques, 1892